# The Cave (2005)
The Cave ist ein US-amerikanischer Horrorfilm, der im Jahre 2005 produziert wurde. Regie führte Bruce Hunt. Der Film kam nicht in die deutschen Kinos und wurde ab dem 3. August 2006 auf DVD vermarktet.

## Handlung
Um ein neu entdecktes und äußerst mysteriöses Höhlensystem zu erforschen, wird eine Gruppe von Spezialisten aus den USA zum Fundort nach Rumänien geschickt. Fasziniert steigen die Wissenschaftler hinab in die unbekannte Tiefe, nicht ahnend, dass sie sich mit jedem Schritt weiter in das unterirdische Labyrinth einer grausamen Gefahr nähern. Die Höhle wurde bereits 30 Jahre vorher von einem Expeditionsteam entdeckt, stürzte aber ein. Als ihnen schließlich ein Erdrutsch den Weg zurück versperrt, ist es zu spät. Die Kreaturen, die dort in der Dunkelheit lauern, haben sie bereits bemerkt. Für die Forscher beginnt ein verzweifelter Kampf auf Leben und Tod.
Die Wissenschaftlerin Kathryn entdeckt einen Parasiten. Andernorts werden Jack und Top von einer Kreatur angefallen. Jack wird verletzt. Die Wissenschaftler entdecken eine Ausrüstung und schließen daraus, dass sie nicht die ersten sind, die die Höhle erforschen. Jene Forscher wurden von der Kreatur mit dem Parasiten infiziert, was sie in fledermausähnliche (bzw. pterodaktylische) Wesen verwandelte. Durch diese Mutation konnten sie sich an die Dunkelheit anpassen und über die Jahre überleben.
Jack weist zunehmend Veränderungen auf: Seine Pupillen und seine Haut werden zusehends unmenschlicher. Auch sein Verhalten wird aggressiver.
Sie versuchen nun verzweifelt, einen Ausweg zu finden und stoßen auf einen Raum in der Höhle, der Hoffnung bietet: Frisches Wasser strömt ein, was bedeutet, sie können dadurch entkommen. Doch auf dem Weg werden alle bis auf Kathryn, Tyler und Top getötet. Jack versucht, eine Kreatur aufzuhalten und stürzt sich auf sie. Er zündet mehrere Sprengkörper und die Grotte stürzt zusammen. Die anderen drei versuchen zu entkommen und schwimmen.
Schließlich kommen sie an der Erdoberfläche an.
In einer Stadt in Rumänien verabschieden sich die drei voneinander. Kathryn und Tyler unterhalten sich noch kurz. Er fragt sie, ob sie sicher sei, dass der Parasit doch nicht an der Erdoberfläche überleben könne. Sie antwortet, dass sie sich seit gestern nicht mehr sicher sei. Sie gibt ihm einen Kuss auf die Wange, zieht ihre Sonnenbrille ein Stück ab und sagt: »Ich glaub', er will da raus!« Tyler sieht, dass auch sie infiziert ist. Sie verschwindet daraufhin. Er will ihr zwar hinterhereilen, verliert sie aber in der Menschenmenge.

## Kritik
„Trotz eines Budgets von 30 Millionen Dollar kommt das B-Movie nicht über nette Ansätze hinaus und versinkt in Klischees und Nichtigkeiten.“

„«The Cave» überzeugt durch ein makelloses Design und starke Effekte. Die unterhaltsame Geschichte wird jedoch durch haarsträubende Dialoge zunichte gemacht.“

## Trivia
- Das Tattoo, welches an einer der Höhlenkreaturen zu sehen ist (V.S.S.F.), bedeutet „Vereinigung Schweizerischer Sprengfachleute“ und war zu Beginn des Filmes am Arm des Mannes zu sehen, der den Höhleneingang 30 Jahre zuvor gesprengt hat.
- Der Film spielte bei einem Budget von 30 Millionen Dollar in den Staaten nur 15 Millionen wieder ein.
- Die einzigen Frauen im Film, Piper Perabo und Lena Headey, drehten kurz danach mit Eine Hochzeit zu Dritt einen weiteren Film zusammen.
- The Cave weist viele Parallelen zu den britischen Horrorschockern The Descent und The Cavern – Abstieg ins Grauen auf. Beide wurden ebenfalls 2005 produziert.
- Man machte mit dem Slogan „Es gibt den Himmel und die Hölle. Und es gibt etwas darunter…“ Werbung.
- Im Abspann ist das Lied Nemo von Nightwish zu hören.